# Рекламација
„Рекламација ” је југословенски кратки филм из 1979. године. Режирао га је Мирослав Јокић а сценарио је написао Милован Витезовић.

## Улоге
| Глумац      | Улога |
| ----------- | ----- |
| Јосиф Татић |       |